# Iglesia de San Jorge (Alcalá de los Gazules)
La iglesia parroquial de San Jorge de Alcalá de los Gazules, provincia de Cádiz, España, es uno de los primeros edificios levantados en Alcalá de los Gazules y se constituye en el núcleo primigenio a partir del cual surgirá la actual ciudad, siendo por tanto un elemento clave en la configuración urbanística. 
Su especial ubicación, en la zona más alta de la ciudad, denominada «Plaza Alta», la gran envergadura edificatoria y la verticalidad de su torre campanario hacen de la Iglesia el hito paisajístico más relevante de la perspectiva urbana, convirtiéndose el inmueble en un elemento inseparable de la fisonomía que define la ciudad. 
Desde una perspectiva histórica, la Iglesia fue construida en la primera mitad del siglo XVI en la zona más alta de la población, sobre el solar de una antigua mezquita. Tras la Reconquista, se levantó una primera capilla denominada Ermita de San Jorge, considerada en el siglo XIV Iglesia Mayor, la cual junto con las ermitas de San Vicente y San Ildefonso centrarían las primeras collaciones de la Villa y de su vida religiosa. Estas tres ermitas se refundirían en 1524 en la actual Parroquia de San Jorge. 
Arquitectónicamente sobresalen del conjunto las dos espléndidas portadas, especialmente la portada de San Jorge que junto con la capilla Bautismal responde a los postulados del gótico tardío, pudiéndose datar ambas de la época fundacional del inmueble.

## Descripción

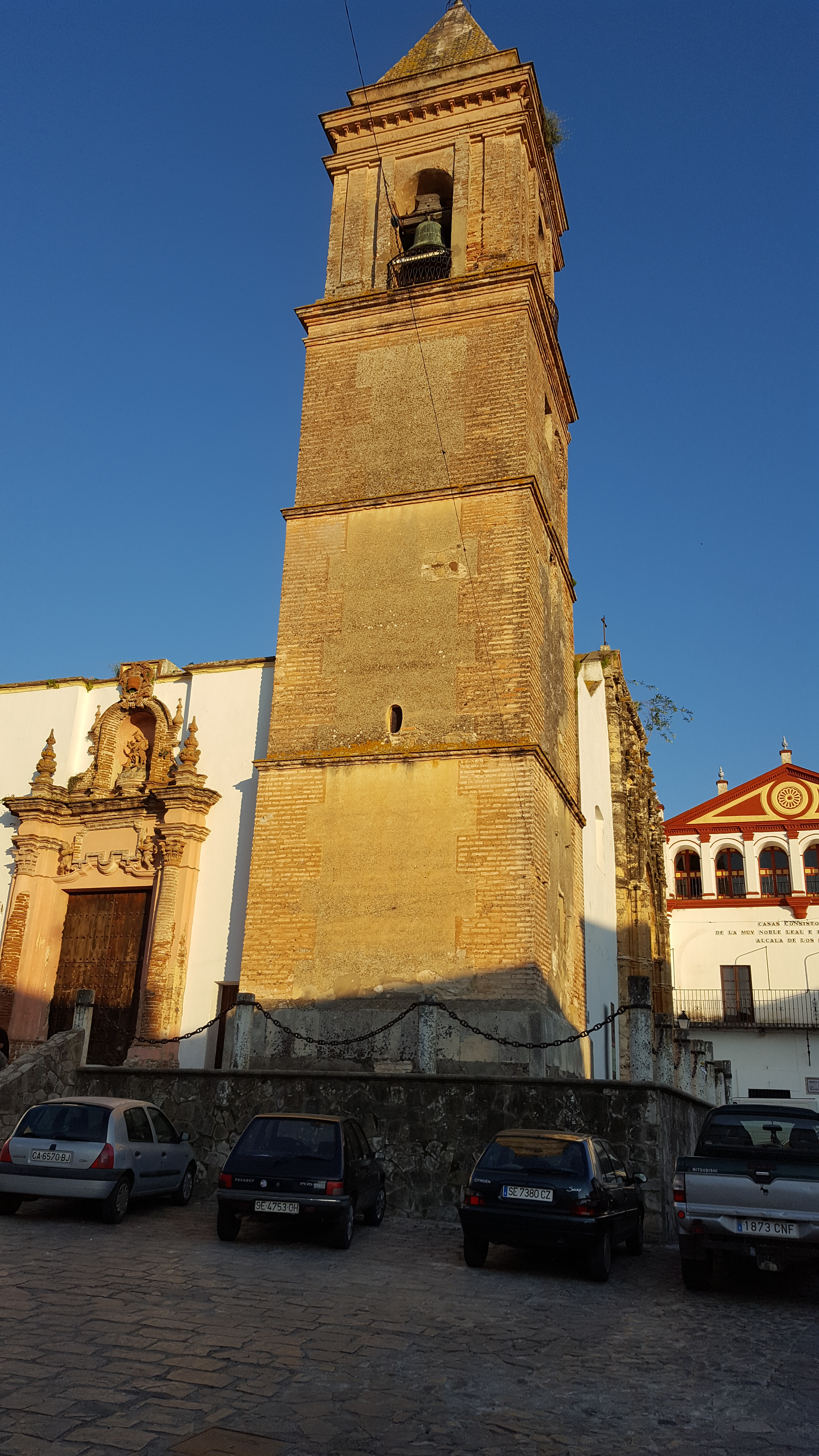
Campanario de la iglesia de San Jorge

El inmueble se levanta sobre un pódium dispuesto en ángulo recto que salva el desnivel del terreno, situado desde la portada de San Jorge en la fachada de los pies, sigue por el lateral izquierdo, delimita el muro de la torre y la portada de San Juan Bautista en la fachada del Evangelio, hasta confluir en el muro que cierra la capilla del Sagrario. Ambas portadas tienen acceso a través de un tramo de escalera. 
La Iglesia tiene planta de cruz latina, se compone de tres naves de cuatro tramos, crucero de brazos salientes, presbiterio elevado de cabecera plana y capilla bautismal a los pies de la nave de la Epístola. Este núcleo originario, construido en el siglo XVI, fue ampliado en el siglo XVII, con la construcción de la torre, sacristía, antesacristía y otras dependencias situadas alrededor de la cabecera del templo. Asimismo, en el siglo XVIII se realizaron la portada de San Juan Bautista, coro y las capillas abiertas en el muro del Evangelio. 
Las tres naves están separadas mediante arcos formeros de medio punto, moldurados, que descansan sobre fuertes columnas toscanas, construidas de fábrica, revestidas y pintadas de blanco. 
En la nave central los arcos se encuentran enmarcados, a modo de alfiz, mediante pilastras cajeadas decoradas con yeserías de elementos florales. La nave central, más alta y ancha que las laterales, se cubre con bóveda de cañón y lunetos ciegos, reforzada con arcos fajones, los cuales parten de un cornisamiento superior. Un par de sencillas y anchas molduras recorren la bóveda en toda su longitud. 
Las dos naves laterales presentan cubierta de bóvedas de arista separadas por arcos fajones. 

### El coro
A los pies de la nave central se ubican el coro alto y bajo, el primero consta de dos tribunas corridas en voladizo que vierten a las tres naves. Estos balcones se cierran con pretiles de madera compuestos de paños de celosía con ángulos tallados. 
En la tribuna situada en el lateral izquierdo de la nave central se encuentra el órgano, interesante pieza realizada en 1775 por Francisco Pérez de Valladolid. La caja en madera se estructura con un cuerpo y tres calles, las laterales decoradas con pilastras y rocalla y la central donde se insertan los registros. Remata el conjunto una cornisa de perfil mixtilíneo, florones y copete superior. 
El coro bajo ocupa parte del primer y segundo tramos de la nave. Se halla a nivel más alto que la nave, que salva con un peldaño de jaspe negro. Está cerrado por tres frentes, excepto hacia la cabecera que cubre con una verja de forja realizada en 1785, compuesta de barrotes verticales y un solo cuerpo con puerta central de dos hojas, decoradas con volutas enfrentadas de doble "S" y coronadas con friso de volutas, copetes y símbolos papales en la zona central. 
El interior del coro bajo contiene una sillería tallada en madera de pino Flandes, combinada con cedro, caoba y ciprés, e incrustaciones de ébano y limoncillo. Consta de 18 asientos situados en la zona superior y 7 a cada uno de los lados en la sillería baja, más 3 en la presidencia, aunque los respaldos correspondientes a éstos son 4, siendo retirado el cuarto asiento ducal en el siglo XIX. 
Presenta dos estilos de épocas distintas; uno, con la sobriedad barroca del seiscientos, compuesto de cuarterones conformando tondos centrales que decoran los asientos, y el segundo, dispuesto en los respaldos de la sillería alta y el frontal de la presidencia, realizados en el siglo XVIII, época en que se construyó el coro bajo. Estos respaldos se organizan mediante una sucesión de encasamentos separados por columnillas salomónicas de capiteles corintios decorados con motivos vegetales, rocalla, remates a modo de ménsulas jónicas sobre moldura mixtilínea y florón superior que recorren la crestería de la sillería, ubicándose también en la zona central una hornacina que alberga la talla de San Juan de Ribera. 
Completa el mobiliario litúrgico coral un facistol tallado en madera. 
Los muros que circundan el conjunto coral se componen de yeserías ornamentales con gran calidad de ejecución técnica, siendo esta zona del templo la que presenta mayor riqueza decorativa. Se distribuyen en el friso donde reposan las tribunas del coro alto enmarcando las cuatro pequeñas puertas de acceso al coro, realizadas en caoba y limoncillo las situadas en los laterales del trascoro, y con recercado de jaspe negro e incrustaciones policromas y geométricas en las ubicadas en el frente del trascoro. Estas yeserías se hallan superpuestas en un frontal con estructura neoclásica y se conforman mediante grandes ménsulas laterales, copete con frontón recto superior y cruz latina de remate, decorados con temas florales de hojarasca rococó, cabezas de angelotes y jarrones de remate. En el friso superior del trascoro se insertan motivos de flores y cordones entrelazados.

### Retablo de San Cristóbal
El trascoro, además de las yeserías, se ornamenta con un pequeño retablo dieciochesco de estilo rococó, situado en la zona central, que alberga la imagen de San Cristóbal, escultura barroca realizada en el siglo XVIII. En ambos lados se sitúan sendas puertas, anteriormente descritas, y dos pilas de agua bendita realizadas en jaspe. 
El citado retablo oculta una pintura mural compuesta de hornacina central decorada con motivos geométricos y hojarascas en tonos rojizos. Debe mencionarse el pedestal visigodo adosado al muro lateral derecho del trascoro, que data del año 662 según inscripción y pertenece a la basílica visigótica de los Santos Nuevos, así como los restos óseos atribuidos a los Mártires San Servando y San Germán y algunas piezas cerámicas, todos ellos ubicados en el muro lateral del lado de la Epístola del trascoro, en el interior de un armario. 

### Presbiterio
El presbiterio tiene planta rectangular cubierta con bóveda de cañón y lunetos. Tanto la cubierta como el arco triunfal que da acceso desde la nave a la capilla Mayor están decorados con pinturas al fresco, las cuales muestran grandes roleos y figuras geométricas de cartón recortado que se adaptan a las formas arquitectónicas, en las que se insertan la representación de Dios Padre en el centro de la bóveda, y en las zonas superiores de los lunetos las de Cristo y el Espíritu Santo. 
En el muro lateral izquierdo se abren el acceso a la sacristía y en la parte superior del mismo un vano de medio punto cubierto de reja de hierro y celosía de madera. Cubre la cabecera del presbiterio, ocultando restos de la pintura mural, el retablo Mayor realizado por Andrés Benítez en 1760, en madera tallada, dorada y policromada. Consta de sotabanco, banco, un cuerpo central de tres calles y ático superior. 
En los laterales del sotabanco se abren puertas que dan acceso a camarín, y en el centro del banco destaca el volumen de un sagrario. El cuerpo central presenta las tres calles flanqueadas con estípites coronados con un entablamento movido de moldurada cornisa y forma semicircular partido en la zona central, que da paso al ático. La calle central se encuentra subdividida en dos alturas, en la zona baja se abre el camarín mediante un arco de medio punto, cuyo interior alberga la imagen de San Jorge. Sobre el camarín se ubica una amplia repisa con la imagen de la Inmaculada. Las dos calles laterales muestran repisas sobre las que descansan las imágenes de San Pedro y San Pablo. El ático de sección semicircular presenta hornacina central trilobulada que alberga la imagen de San Sebastián, escultura procedente de la desaparecida Ermita de San Sebastián. En ambos lados se ubican las imágenes de San Isidoro y San Leandro. El conjunto está profusamente decorado con tallas superpuestas de guirnaldas vegetales, cartelas con cabezas de ángeles y hojarascas dieciochescas. 
La imagen de San Jorge es obra de Juan Martínez Montañés, realizada entre 1601 y 1700 en madera tallada y policromada. Mide 1,65 x 1,60 m. Muestra a San Jorge a caballo en el momento de alancear al dragón que está a sus pies. El Santo viste de caballero militar romano con armadura y casco con penacho de plumas. 
La Inmaculada, ubicada en la repisa de transición entre el camarín y el ático, es también obra de Juan Martínez Montañés, realizada entre 1601 y 1700 en madera tallada, dorada y policromada. Mide 1,20 x 0,55 m.

### Sepulcro de los Cameros
En el muro lateral derecho de la Capilla Mayor se encuentra el Sepulcro de los Cameros. Se trata de un sepulcro de arcosolio con carácter arquitectónico, realizado en jaspe negro y mármol blanco. Se estructura en un solo cuerpo con inscripción central, flanqueado en los laterales con pilastras toscanas acanaladas sobre contrapilastras que descansan en pedestales, cuyos frentes aparecen tallados con motivos geométricos. Sobre el cornisamiento se superpone un frontón curvo partido, en cuyo centro se inserta el escudo de la familia de los Cameros realizado en mármol blanco. En la zona superior termina con un arco de medio punto, adaptándose al vano donde se inserta. Es obra del siglo XVII realizada por el maestro Cendrún y el escultor Galves. 

### Panteón de los Curas
Anexo al altar mayor y bajo la grada del presbiterio se ubica el Panteón de los Curas, construido en 1799 para enterramiento de sacerdotes y laicos con derecho a esta sepultura. Los restos fueron trasladados en el siglo XIX, sirviendo desde entonces este recinto como almacén. Tiene acceso desde la cabecera de la nave de la Epístola y la primera dependencia se cubre de bóveda de cañón con lunetos. 

### Crucero
El crucero está formado por pilares cuadrangulares, con pilastras adosadas en sus frentes y arcos torales de medio punto sobre los que apea la bóveda sobre pechinas, compuesta de pilastras radiales que convergen en un gran florón en la clave. El anillo presenta decoración de canes pareados y las pechinas cartelas con motivos vegetales. 
Los brazos del crucero se cubren con bóveda de cañón rebajada y lunetos ciegos. Estas cubiertas descansan en sencillo cornisamiento y se encuentran ornamentadas con yeserías de motivos geométricos y florales. 
En el brazo derecho del crucero, en su lateral izquierdo, se halla un retablo dieciochesco de estilo rococó, cuyo fondo pintado de color azul aparece decorado con motivos florales, cartelas y rocallas dorados. Se compone de sotabanco con mesa de altar panzuda, banco, un solo cuerpo dividido en tres calles y ático superior. En la calle central preside la imagen de la Inmaculada, atribuida al círculo de Juan Martínez Montañés. Las repisas laterales muestran las tallas de San Francisco Javier y San Luis de Francia. 

### Retablo del Sagrado Corazón
El retablo del Sagrado Corazón de Jesús está situado en el muro lateral del brazo izquierdo del crucero. Se trata de un retablo dieciochesco de estilo rococó. En el banco se ubica una interesante talla de San Martín de Tours y coronando el retablo, otra de menor tamaño de un Arcángel. 

### Capilla del Sagrario
En el muro frontal del brazo izquierdo del crucero se abre la capilla del Sagrario. Esta capilla se construyó en 1792 sobre la antigua sacristía. Consta de un espacio rectangular cubierto con bóveda de arista. 
Preside la capilla un retablo compuesto de mesa de altar, sotabanco, banco, un cuerpo de tres calles flanqueadas por columnas corintias y ático superior. En la hornacina central alberga la imagen de Nuestra Señora del Rosario, escultura barroca de bulto redondo realizada en el siglo XVIII. Tras la restauración realizada por Ricardo LLamas León y Miguel Ángel Pérez Fernández se descubrió la autoría de la imagen realizada en 1590 por Juan Martínez Montañés, según documento existente en el archivo de protocolos de Sevilla y firmado con la Orden Dominica. El ático se compone de un tondo con el relieve de Santo Tomás. Corona el conjunto un frontón triangular y dos ángeles en los extremos.

### Retablo de la Santísima Trinidad
En la nave de la Epístola, en su cuarto tramo, se ubica el retablo de la Santísima Trinidad, data del siglo XVIII y es obra de Ventura Rodríguez. Está compuesto de banco, un cuerpo central y ático. El paramento se halla decorado con rocalla y guirnaldas vegetales doradas sobre color rojo. Preside el retablo un óleo del siglo XVII, con el tema iconográfico de La Visión de San Juan de Mata. La composición se divide en dos zonas horizontales, la inferior se encuentra centrada por la figura de un Ángel revestido de trinitario y en ambos lados San Juan de Mata y San Félix de Valois. En segundo plano, un grupo de cabezas de ángeles con rompimiento de gloria da paso a la zona superior donde se representa la Santísima Trinidad. En ambos lados del lienzo central se establecen dos lienzos de pequeño formato, y centrando el ático una tabla, los tres son óleos realizados en el siglo XVII y representan en los laterales a San Joaquín y Santa Ana y en el ático a San Sebastián.

### Retablo de la Virgen del Carmen
En el tercer tramo de la misma nave se halla el retablo de la Virgen del Carmen, obra realizada entre 1746-1755. Se compone de banco, un cuerpo central de tres calles separadas por estípites y ático superior. La hornacina central, que alberga la imagen de Nuestra Señora del Carmen, se compone de un arco trilobulado, circundado con motivos vegetales superpuestos y ménsulas superiores, entre las cuales se ubica una pequeña hornacina con la imagen de pequeño formato del Arcángel San Rafael. Las dos calles laterales están acodadas mediante pilastras cajeadas, con decoración sobrepuesta y coronadas con sendos jarrones; en ambas calles, sobre pedestales, descansan las imágenes de San José con el Niño y de San Francisco de Paula. Un cornisamiento quebrado da paso al ático, con hornacina central de perfil trilobulado, que cobija la imagen de San Juan Bautista niño, flanqueada por dobles columnas salomónicas. Todas son esculturas de bulto redondo realizadas en el siglo XVIII. 

### Capilla Bautismal
Asimismo, entre el primer y segundo tramos de la nave se abre el acceso de la actual capilla Bautismal. Tiene planta rectangular cubierta con bóveda de cañón y lunetos. En el muro frontal se halla un altorrelieve con la representación de la Santísima Trinidad. 
La pila Bautismal ubicada en su interior, realizada en 1675 en mármol blanco tallado, mide 1,20 x 1,15 m. Se compone de un grueso pilar abalaustrado, sobre pedestal cuadrangular tallado, mostrando en cada uno de sus frentes un escudo heráldico. Sobre este pilar descansa una gran taza de sección circular con borde moldurado. 

### Capilla del Santo Sepulcro
En la misma nave, en el primer tramo, tiene el acceso la capilla del Santo Sepulcro, antigua capilla Bautismal. Es de planta ligeramente cuadrada, cubierta de bóveda de crucería, con clave enfatizada de pinjante circular. Descansa sobre una amplia cornisa pintada en color rojizo, moldurada y decorada con fila denticular. Esta cubierta es la única que se conserva de la época fundacional. 
La capilla recibe su denominación por albergar en su interior una urna procesional que contiene la notable imagen de Cristo Yacente, obra inspirada en los prototipos de Juan de Mesa y Velasco. Restaurada por Ricardo Llamas León y Miguel Ángel Pérez Fernández.
Cubre el testero de la capilla un retablo realizado en el siglo XVII, al que falta la zona superior o ático. La hornacina central contiene la imagen de la Virgen de la Soledad, escultura de candelero, y sobre la mesa de altar las imágenes de San Juan Evangelista y Santa María Magdalena. En el interior se encuentra también la imagen del Cristo de la Viga, data de finales del siglo XVI principios del XVII y procede de la ermita de la Vera Cruz. La capilla se cierra mediante una verja de forja.

### Capilla de Ánimas
En la nave del Evangelio, en su tercer tramo, se abre la capilla de Ánimas, que tiene planta rectangular cubierta de bóveda elíptica, decorada con pinturas y yeserías. Tras el retablo que preside la capilla quedan pinturas murales, realizadas en la segunda mitad del siglo XVIII. Dicho retablo está compuesto de banco sobre zócalo con mesa de altar y ático superior. El cuerpo central, dispuesto en medio punto, alberga el relieve de Ánimas, flanqueado por dobles estípites, que descansan en pedestales decorados con hojarasca y rocalla. Remata la zona superior un cornisamiento quebrado de anguloso perfil mixtilíneo. El ático está centrado por una hornacina de medio punto que alberga la imagen de San Pedro sedente. Se remata con arco de medio punto de perfil quebrado y florón superior. En la zona delantera del citado retablo se halla una lápida sepulcral perteneciente al beneficiado don Pedro de Pina Trujillo, realizada en 1552 en mármol blanco. Presenta forma rectangular y contiene grabada una inscripción alusiva al titular y su escudo. 

### Capilla de Cristo atado a la columna
También en el cuarto tramo se abre la capilla de Cristo atado a la columna. Tiene planta rectangular cubierta de bóveda elíptica con linterna. En el muro frontal se encuentra un retablo neoclásico, realizado en fábrica en 1781, en el que figuran mármoles de diversos colores. Se sitúa sobre alto plinto con mesa de altar y se estructura en un solo cuerpo y ático superior. El primero se organiza mediante hornacina de medio punto que alberga la imagen de Cristo atado a la columna, flanqueada por dobles columnas corintias sobre sendas basas y pedestales. Una cornisa superior denticulada da paso al ático, conformado por un recuadro central de jaspe y frontón curvo donde se inserta el relieve de la Anunciación, obra del siglo XVI. Está flanqueada por apilastrado toscano lateral y frontón recto superior. La imagen del Cristo es de Francisco Camacho de Mendoza, data de la segunda mitad del siglo XVIII, y procede del desaparecido convento e iglesia de Santo Domingo de la localidad.
Fue restaurada por Ricardo Llamas León y Miguel Ángel Pérez Fernández.

### Sacristía
La sacristía tiene planta rectangular cubierta de bóveda de cañón, con lunetos y arcos fajones que descansan en repisas decoradas, adosadas a los muros laterales. En su interior alberga una pila-aguamanil realizada en mármoles blancos, negros y latón. Muestra un pilar adosado al muro, compuesto de un balaustre con moldura central y capitel superior. Sobre el conjunto descansa la taza de forma ovalada, decorada con veneras, y sobre ésta el aguamanil, también con talla avenerada y dos flores en lugar de grifos, de cuya estructura sólo conserva la zona inferior. Asimismo, ocupa el muro frontal de la sacristía una cajonera realizada en el siglo XVIII en madera. Tiene un solo cuerpo, subdividido en tres unidades con cuatro cajones cada una. Los tres sectores están separados mediante pilastras decoradas con guirnaldas vegetales. Los frentes de los cajones se encuentran tallados también con rocalla y temas vegetales, conformando una sucesión de roleos. 

### Fachadas
En el exterior, las fachadas del templo presentan el paramento revestido y pintado de blanco, a excepción del cuerpo de la torre, ubicada en el ángulo izquierdo del inmueble, y las portadas que dan acceso al interior de la Iglesia. 

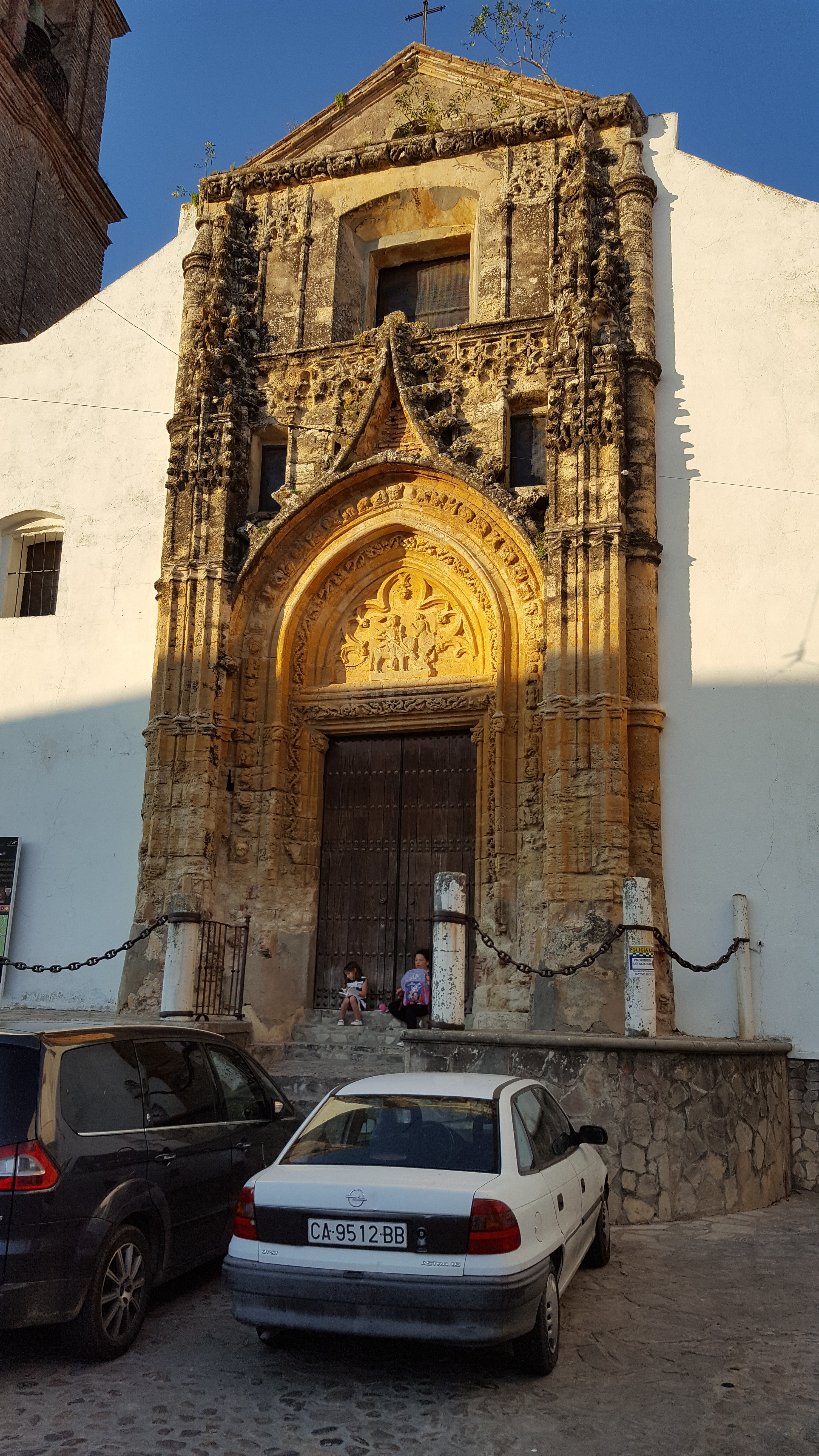
Fachada occidental

La portada de los pies está edificada en el primer tercio del siglo XVI, bajo los postulados del gótico final. Está construida en piedra sobre alto pódium que la antecede. Se estructura en dos cuerpos con gran sentido ascensional, que queda subrayado por los dos machones piramidales que la flanquean, compuestos por numerosos baquetones góticos que apean sobre pedestales y finalizan en pináculos finamente tallados y decorados con motivos de cardinas. Estos machones están adosados a otros semicirculares con remates piramidales, ubicados en ambos laterales de la portada. El primer cuerpo se conforma mediante dos amplios vanos apuntados superpuestos, ligeramente abocinados y coronados por gablete superior, ornamentado con cardinas y florón de remate. En el centro del primer arco ojival se abre un vano adintelado que da acceso al templo, recercado, al igual que el arco, por una banda decorativa tallada con motivos de guirnalda de tallos y flores carnosas. Sobre la puerta de entrada en el tímpano del arco se inserta un relieve con la clásica representación iconográfica de San Jorge a caballo, alanceando un dragón alado y a la derecha una figura femenina. En su pedestal aparece la inscripción «RO DO ALCALA». El relieve se encuentra tallado con minuciosidad y detallismo en una sola pieza de piedra. El conjunto está rodeado de molduras a modo de alquería apuntada, polilobulada y entrelazada. Tanto el trasdós del segundo arco de la portada, como los capiteles de las pilastras adosadas a las jambas de la puerta de entrada y las impostas del arco, muestran relieves tallados en piedra donde se representa un repertorio de animales fantásticos y personajes imaginarios, todos diferentes y característicos de la mitología gótica, tales como reptiles, leones, grifos y saltimbanquis en escorzos y actitudes forzadas, a fin de adaptarse al espacio de los elementos arquitectónicos donde se insertan. El resto del paramento de este primer cuerpo, correspondiente a las enjutas del arco, se decora con finas columnillas talladas en relieve, que sostienen una red de arcos ciegos, apuntados y entrelazados, que se ordenan en cuatro tramos, habiendo sido aprovechados con posterioridad los dos tramos extremos para apertura de dos vanos, con objeto de intensificar la iluminación interior del templo. El segundo cuerpo es de menor altura, en ambos extremos aparece una decoración a base de relieves, compuestos de dos columnillas que sostienen un copete de arquillos ciegos de formas apuntadas, entrelazados y rematados con un florón superior. En el centro de este cuerpo se abre un vano rectangular abocinado y cubierto con cristales de diferentes colores, que al igual que el frontón recto que corona la fachada son obras posteriores. La torre se levanta en el ángulo izquierdo de la fachada de los pies. Se edifica entre 1629 y 1637 en estilo barroco. Tiene planta cuadrangular, con alzado de cuatro cuerpos construidos en ladrillo visto. Los tres primeros están separados por una cornisa y en sus frentes se abren vanos irregulares. En el cuarto cuerpo o campanario se abre un vano de medio punto en cada lado cubierto con antepecho de hierro de perfil semicircular. Estos vanos albergan campanas y se hallan flanqueados por dobles pilastras adosadas de orden toscano. Tras el entablamento y doble cornisa se alza el chapitel piramidal que cubre la torre, el cual está revestido de azulejería azul y blanca. Asimismo, en cada uno de sus frentes se inserta una cruz latina, compuesta de otros azulejos de diferente diseño y colorido. El conjunto se corona con veleta y cruz de hierro forjado. 
La fachada lateral se corresponde con la ampliación efectuada durante el siglo XVIII en toda la longitud de la nave del Evangelio. 
En ella destaca la portada barroca de San Juan Bautista, situada en su lateral derecho del tramo aledaño a la torre. Edificada en 1739, con fábrica de ladrillo y algunos elementos pétreos, se inserta entre dos resaltes verticales existentes en el paramento de la fachada. Se estructura con dos cuerpos, el primero está conformado con un vano central adintelado, flanqueado por dos columnas de orden corintio sobre pedestales, que se encuentran adosadas a dobles contrapilastras que apoyan, junto con las jambas, en un mismo basamento. Estas columnas están construidas con fustes de ladrillo visto y los capiteles y cornisamiento superior en piedra. El vano de acceso aparece enmarcado con una moldura que sobre el dintel adopta formas mixtilíneas, sobre ella y siguiendo el perfil quebrado en su zona inferior, se sitúa una cartela moldurada y sostenida por dos ángeles tenentes realizados en barro. Una amplia y saliente cornisa, coronada en los extremos por esbeltos jarrones gallonados y estructurados en tres cuerpos sobre pedestales, da paso al segundo cuerpo. Este se organiza mediante una hornacina central de medio punto alabeado, enmarcada con moldura y voluta, rematada en los extremos con jarrones. En el interior alberga la imagen de San Juan Bautista niño con un cordero. Corona el conjunto un escudo pétreo de perfiles en forma de volutas, donde se inserta en relieve una tiara papal. La portada presenta el paramento de color almagra, quedando destacados en ladrillo visto y en piedra todos los elementos arquitectónicos, como las columnas laterales y la mayor parte del cuerpo superior.